# Herrenhaus Brookhusen

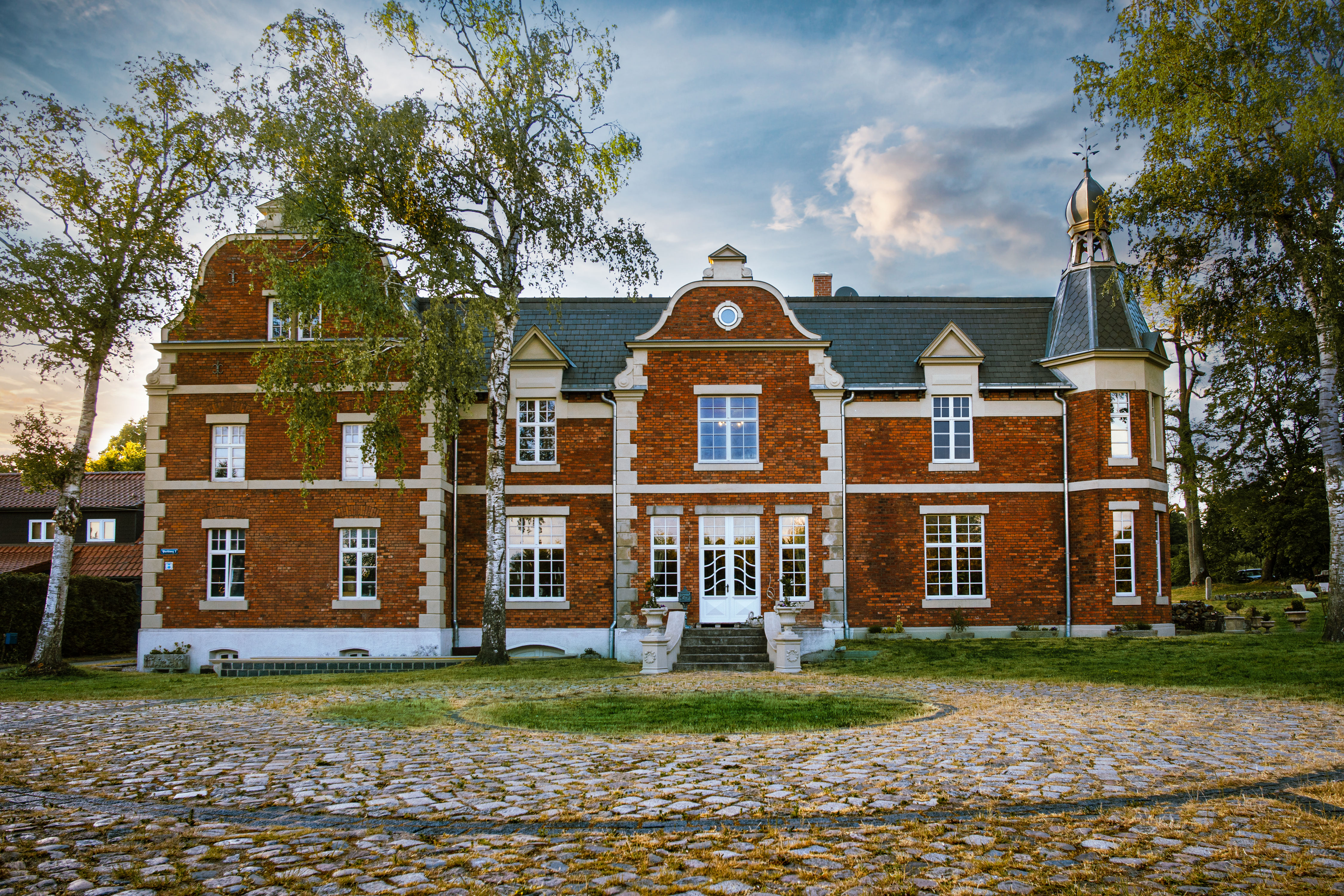
Herrenhaus Brookhusen im Jahr 2024

Das Herrenhaus Brookhusen ist ein Baudenkmal in Benitz, Landkreis Rostock. 1889 wurde es im Stil des Historismus ausgebaut. Der zugehörige Gutsbesitz bestand seit dem 13. Jahrhundert, der 1945 durch die Bodenreform auf dem Gebiet der ehemaligen DDR zwangskollektiviert wurde. Das Herrenhaus war seit 1999 massiv einsturzgefährdet. Ab 2010 wurde es durch private Investoren schrittweise restauriert und beherbergt heute Ferienwohnungen.

## Geschichte

### Vorgeschichte 13. bis 18. Jahrhundert
Der 1260 von Heinrich I., Herr zu Mecklenburg, zum Ritter geschlagene Otto Reventlow erhielt die Güter Ziesendorf, Fahrenholz, Nienhusen sowie Brookhusen als Belohnung für seine Verdienste, nachdem er 1275 in den Vormundschaftsrat für die unmündigen Söhne Heinrichs I. gewählt wurde. Bevor das Gut für die nächsten knapp 300 Jahre im Besitz der Reventlows verblieb, ging es zwischenzeitlich als Lehen an die Gebrüder von Ziesendorf über.
Im Jahr 1397 belohnte Albrecht III., König von Schweden und Herzog von Mecklenburg die Dienste eines Nachfahrens Ottos, Heinrich Reventlow mit Brookkusen als Allodialgut. Dieser hatte auch nach der verlorenen Schlacht bei Åsle (1389 nahe Falköping) dem König während seiner sechsjährigen Gefangenschaft in der Reichsfestung Lindholmen die Treue gehalten. Die Reventlow-Ära auf Brookhusen endete 1681 abrupt. Durch den Schwedisch-Brandenburgischen Krieg (1674–1679) verwüstet, musste es wegen Überschuldung an den Landrat Ernst von Petersdorf verkauft werden. Wechselnde Eigentümer bauten das Gut in jeweiliger Fasson auf bzw. um.

### Historistisches Herrenhaus ab 1889

Hausdarstellung im Auftrag der Erben Briesemann von 1916

Als das Gut 1888 in den Besitz von Carl Johann Franz Briesemann kam, ließ dieser das Hauptgebäude im Stil des Historismus renovieren und für die Unterbringung seiner umfangreichen Gemäldesammlung um ein größeres Querhaus samt Turm erweitern. Hiervon zeugt bis heute die Jahreszahl „1889“ im schmiedeeisernen Wetterfähnchen auf der Turmspitze des Hauses.
Im Jahr 1918 erwarb Reinhold Louis Wilhelm von Restorff das Gut von den Erben Briesemanns. Als Major a. D. und kaiserlich ottomanischer Oberstleutnant in Südamerika zu erheblichen Reichtum gelangt, verfolgte er das Ziel, als Besitzer von Brookhusen sein mecklenburgisches Uradelsgeschlecht wieder in der Nähe von Rostock anzusiedeln. Nach seinem Tod 1921 ging das Erbe über seine geschiedene Frau Elisabeth Marie Karoline Juliane von Restorff, geb. von Plessen an seinen 1912 geborenen Sohn Gustav über. Dieser galt seit dem Vormarsch der Roten Armee auf Budapest 1944 als vermisst. Noch bevor diese Ende April 1945 Mecklenburg erreichte, floh Gustavs Frau Elfriede (geb. Egge) mit der Tochter Erdmuthe von dem Besitz.

### 1945 bis heute
Am 27. September 1945 begann in Mecklenburg die Bodenreform und Vertreibung derer, dessen Gutsbesitz die 100-Hektargrenze überschritt. Unter der Devise „Junkerland in Bauernhand“ wurde im Herbst 1945 das 291 Hektar große Allodialgut als „feudaljunkerlicher Boden und Großgrundbesitz“ aufgeteilt. Das Herrenhaus selbst gelangte 1949 mit Gründung der DDR als Volkseigentum an die Kommune. Es wurde zeitweise als Arztpraxis, Einkaufsstätte, Schule, Kino und Kulturhaus genutzt. Ab 1970 wurden im Obergeschoss Wohnungen eingerichtet. Später kamen in der unteren Etage Unterkünfte für Mitarbeiter der LPG-Tierproduktion Benitz hinzu. 
Die letzten Mieter zogen aus, als das Haus 1996 wegen des stark einsetzenden Verfalls baupolizeilich gesperrt werden musste. Um öffentliche Mittel für den Gebäudeerhalt zu erwirken, hatte die Gemeinde bereits den Denkmalstatus beantragt. Seit 1995 wird es mit der Nr. 172 als „Gutshaus mit Gutspark“ in der Denkmalliste des Landkreises Rostock geführt. Eine Investorensuche der Gemeinde im Sinne des Denkmalerhalts startete im April 1998 im Großraum München und im Ruhrgebiet. Über 250 potentielle Investoren melden sich, jedoch keiner war bereit, Restauration und Denkmalerhalt verbindlich in sein Nutzungskonzept aufzunehmen. Nachdem die Untere Bauaufsichtsbehörde im Juni 1999 den Abbruch des Hauses wegen akuter Einsturzgefahr verfügte, konnte dieser durch das Auftauchen eines neuen Investors 2000 abgewendet werden. Dessen Insolvenz führte nach zähem juristischem Prozedere zu einer Rückführung der Immobilie in den Gemeindebesitz.
2008 wurde vom Gemeinderat erneut eine Suche nach einem Investor beschlossen. Im Jahr 2010 fand das Herrenhaus neue Besitzer. In mehreren Etappen erfolgte eine Restaurierung und der Erhalt des Gebäudes. Das Innere wurde zu Ferienwohnungen umgestaltet. 2024 am Tag des offenen Denkmals war das Herrenhaus Brookhusen erstmals wieder für die Öffentlichkeit zugänglich.

## Liste der Eigentümer des Gutes
- 1275–1284 Otto Reventlow
- 1301–1396 Familie der Gebrüder von Ziesendorf
- 1397–1681 Heinrich Reventlow und Nachfahren
- 1681–1697 Landrat Ernst von Petersdorf
- 1697–1698 Dietrich III von Wolffrath
- 1698–1731 Dietrich IV von Wolffrath
- 1731–1756 Helmuth von Petersdorf
- 1756–1781 Elisabeth Oelgard von Blücher und Erben
- 1781–1786 Bernhard Julius Christoph Stein
- 1786–1795 Die Erben des Bernhard Julius Christoph Stein
- 1795–1801 Major Joachim Franz Detlov von Bilau

Hauswappen aus der Zeit des Eigentümers Hofjägermeister Carl Johann von Stein (Besitz bis 1809)

- 1801–1809 Hofjägermeister Carl Johann von Stein

- 1809–1826 Johann Jacob Maue
- 1826–1833 Hofjägermeister Johann Georg von Stern
- 1833–1840 Ferdinand Ernst Christian von Schack
- 1840–1865 Konsul Martin Koester
- 1865–1888 Friedrich Ludwig August Never
- 1888–1894 Carl Johann Franz Briesemann
- 1894–1918 Die Erben des Carl Johann Franz Briesemann
- 1918–1921 Major a. D. Reinhold Louis Wilhelm von Restorff
- 1921–1938 Elisabeth Marie Karoline Juliane von Restorff, geb. von Plessen
- 1938–1944 Gustav Louis Wilhelm von Restorff
- 1944–1945 Elfriede von Restorff, geb. Egge
- 1945–1949 Landkreis Güstrow
- 1949–2000 Gemeinde Benitz
- 2000–2009 Frank Endrikat
- 2009–2010 Gemeinde Benitz
- 2010 bis dato Familie Glasow-Wege